# San Gregorio de Ñiquén
San Gregorio de Ñiquén es un pueblo de la zona central de Chile. Es capital de la comuna de Ñiquén, Provincia de Punilla, en la Región de Ñuble. 

## Historia

### Fundación
La Villa de San Gregorio, nació como tal el 12 de septiembre de 1866 por la autorización ministerial del Interior a Don Gregorio Caro, a fundar un pueblo, cuyo plano similar al de la Villa de San Miguel de Quigua y levantado por el Ingeniero César Lezaeta. Desde ese año comenzó a levantarse la capital comunal, donde se concentró toda la actividad económica y social, instaurando el 4 de septiembre de 1869 oficialmente la Municipalidad de San Gregorio, que administrativamente quedó bajo la jurisdicción del Departamento de San Carlos.

### SigloXIX
A fines del siglo XIX, la autoridad máxima de esa localidad que comprendía una de las tres subdelegaciones del Departamento de San Carlos (San Gregorio, Virgüín y Rucachoro) era el Subdelegado Don José Nieves de la Fuente, suegro de Gregorio Caro. El pueblo estaba poblado por un número superior a 200 habitantes, disponía de siete tiendas, una imprenta y una curtiembre. En 1891, en la Plaza y en la capilla de San Gregorio, tuvo lugar un confuso incidente de índole político relacionado con la Revolución de aquel año, donde se enfrentaron los bandos de la familia Caro y un grupo de vecinos de San Carlos, los primeros, partidarios del Gobierno del Presidente José Manuel Balmaceda y los segundos simpatizantes de los parlamentarios liberales.
Ya a fines del siglo XIX, Francisco Solano Asta-Buruaga y Cienfuegos describe brevemente a la localidad de San Gregorio de Ñiquén, en los siguientes términos en el Diccionario Geográfico de Chile:

Cuenta con servicio de correos, rejistro civil i escuelas públicas i se encuentra a 2,5 kilómetros al S de la márjen del curso superior del rio Perquilauquen, a corta distancia al N E de la estación de Niquen; se fundó por decreto de 12 de setiembre de 1866, a solicitud de varios vecinos i de don Gregorio Caro.
Francisco Solano Asta-Buruaga y Cienfuegos (1899)

### SigloXX
En el año 1927 las oficinas edilicias se trasladaron a una casa en la localidad de Ñiquén, por la proximidad con la estación de Ferrocarriles que funcionaba en la localidad desde fines del siglo XIX, y ya para el año 1931 la municipalidad decidió realizar finalmente el cambio de nombre para evitar confusiones con otras localidades homónimas del país, convirtiéndose así oficialmente en Ñiquén.

### Terremoto de 2010

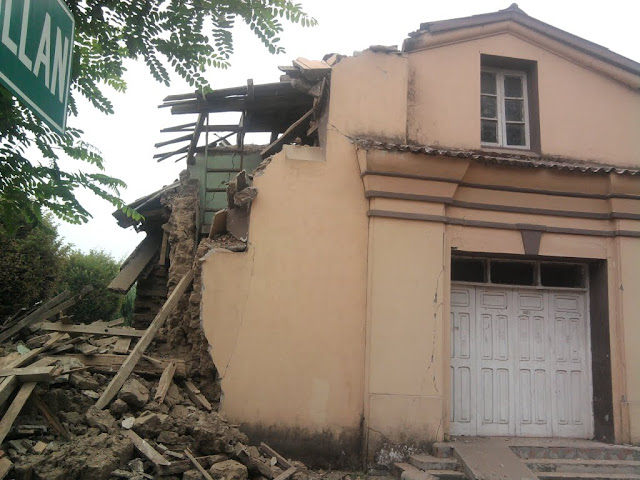
Iglesia de San Gregorio después del sismo

El terremoto de 2010 en Chile, cuyo epicentro se localizó en Cobquecura, cerca de San Gregorio, causó una destrucción considerable del patrimonio cultural del pueblo. Testimonios locales indican que al menos la mitad de las viviendas se derrumbaron o quedaron en muy malas condiciones. En ese entonces, muchas de las casas eran de adobe y tejas chilenas, construidas artesanalmente por sus propios dueños. La antigua Iglesia de San Gregorio, hecha de adobe, y la casa del fundador Don Gregorio Caro, se vieron afectadas casi en su totalidad y la última tuvo que ser demolida. Por fortuna, una nueva iglesia había sido construida unos años antes. El edificio consistorial también sufrió daños significativos y fue reconstruido entre 2011 y 2012.

## Turismo

### Servicios
En San Gregorio se encuentra el Liceo Bicentenario San Gregorio, el cual cuenta con dos carreras técnicas. También cuenta con el CESFAM San Gregorio, de atención primaria de salud, los casos de mayor complejidad se derivan al Hospital Central de San Carlos, en la ciudad de San Carlos.
Adicionalmente, cuenta con una biblioteca municipal, un internado, cuerpo de bomberos. Los principales lugares turísticos son el Río Perquilauquén a unos 4 km del lugar y "las Tomas", una especie de laguna cuyas aguas desembocan al canal fiscal, que se ubica a menos de 1 kilómetro del pueblo. 

### Gastronomía

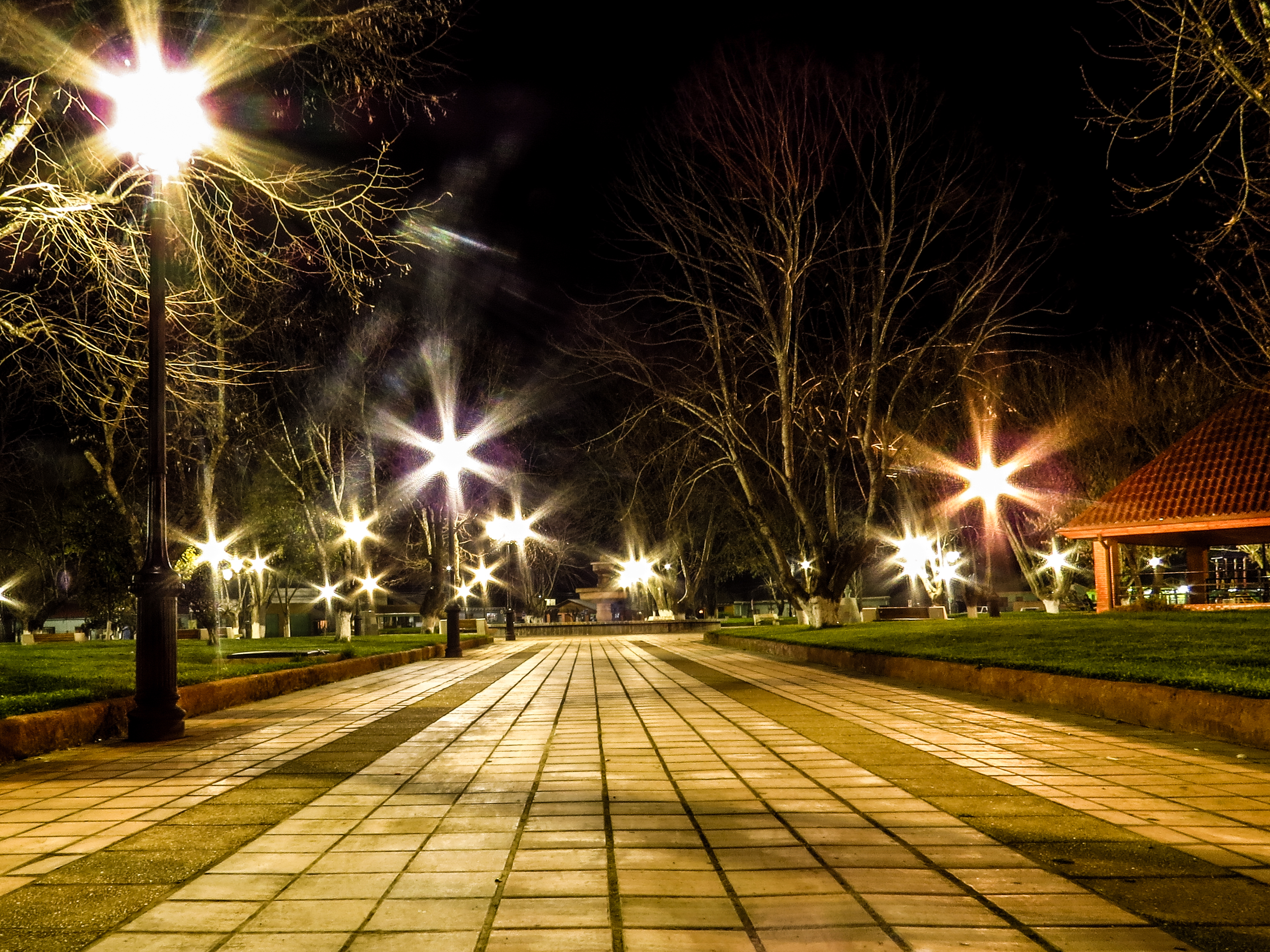
Plaza de San Gregorio de Noche

Desde mediados del siglo pasado, San Gregorio, se Caracterizaba por ser una zona granada de lugares destinados al expendio de bebidas alcohólicas, por allá por el año 1960 uno de los principales lugares para "matar las penas" era la quinta denominada "Los Mulatos", destinada a atender a los oriundos del sector, quienes estacionaban sus animales afuera del lugar, mientras consumían los brebajes de la zona. Más adelante surgirían otras "cantinas" o lugares del buen beber, tales como "La tía Leti", "Chico Orlando"y "La Piña". "Donde Roberto"frente a la medialuna  puedes jugar rayuela en su cancha interior. 

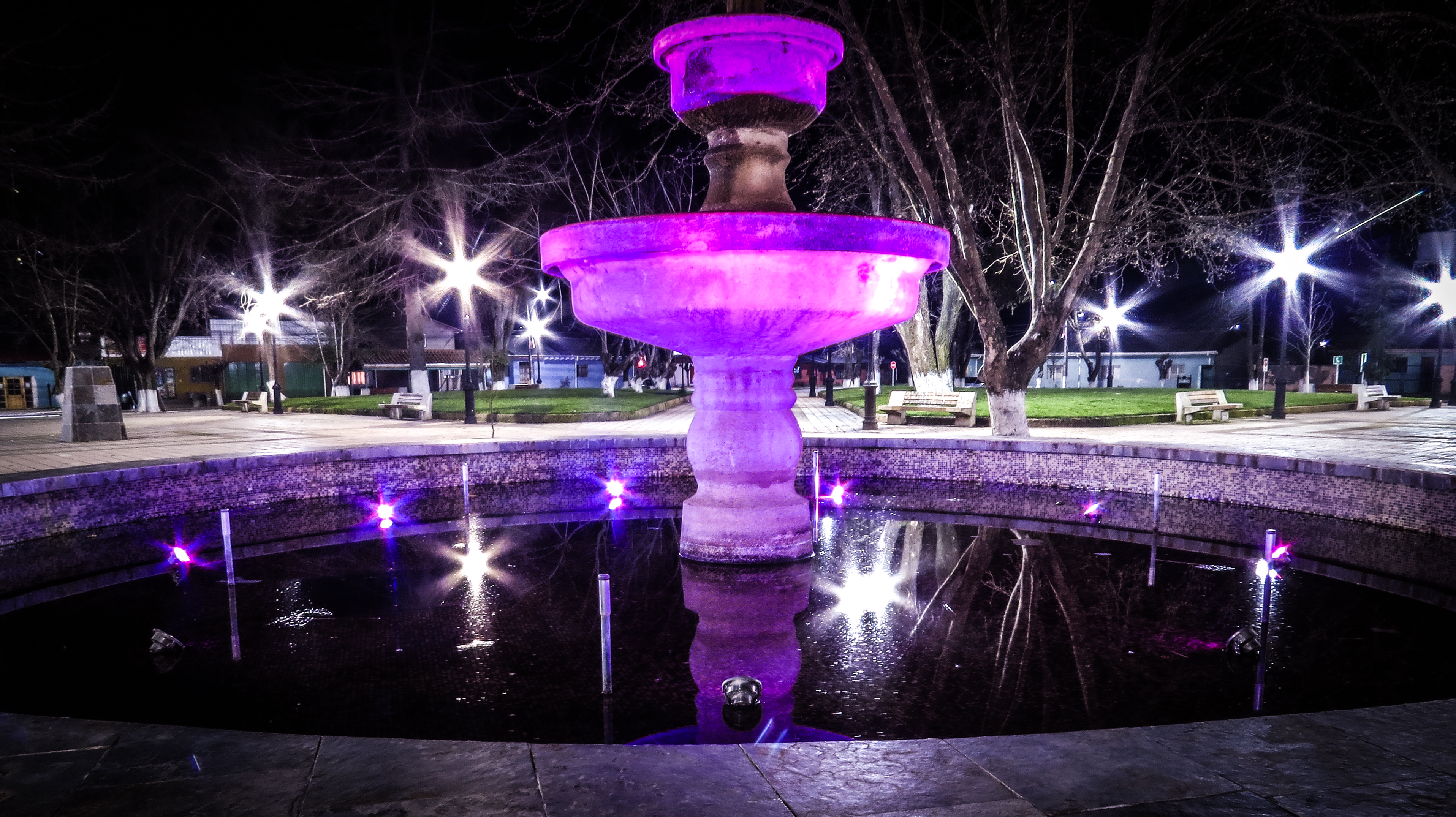
Vista nocturna de la Fuente de agua en la plaza de armas

Actualmente, se han instalado diferentes restaurantes en la zona, siendo el pionero "La Pensión Soto" Ubicado frente a la plaza de Armas la cual es famosa por su variada oferta, sabrosa preparación y contundentes platos. Con posterioridad surgió a 1 cuadra de la plaza, sector surponiente, el "J R Restomar", siendo el pescado frito, el mariscal y las empanadas de camarón queso su mayor propuesta culinaria. También frente de la plaza de armas, sector suroriente se encuentra el restaurante "Donde la Lela" conocida por su amplia oferta de comida casera, siempre acompañada de diferentes tipos de ensaladas, pollo, carne a la olla y cazuelas, figuran dentro de su principal oferta. Finalmente, al costado de "la Pensión Soto" se ha instalado otro referente, se trata de "Los Veloso", conocida entre sus visitantes por lo generoso de sus platos y la sabrosa preparación de los mismos. Aquí se gesta también la primera residencial formal de San Gregorio.